# Фергус Кер
Фергус Гордон Кер (енгл. Fergus Gordon Kerr; 16. јула 1931) је шкотски католички свештеник у Доминиканској провинцији Енглеске, католички теолог и филозоф. Кер је објавио велики број радова о различитим филозофским и теолошким темама а посебно се значајним сматрају његови радови о Томи Аквинском и Лудвигу Витгенштајну.
Кер се придружио доминиканцима 1956, а пре тога је службовао у РАФ-у (1953 — 1956). Школовао се у Абердину, Паризу, Минхену и Оксфорду. Био је ученик Колумбе Рајана. Од 1966. до 1986. предавао је филозофију на Универзитету у Оксфорду. Такође је обављао више различитих функција у доминиканском реду.

## Важнији радови
- (1986)
- (1997)
- (2002)
- (2006)
- (2007)
- (2008)
- уредник New Blackfriars (од 1995)